# HMAS Duchess (D154)
Pour les articles homonymes, voir HMS Duchess.
Le HMAS Duchess (pennant number : D154) était un destroyer de classe Daring qui a servi dans la Royal Navy de 1952 à 1964 sous le nom de HMS Duchess, et dans la Royal Australian Navy (RAN) de 1964 à 1980. Il a été construit par John I. Thornycroft & Company et mis en service dans la Royal Navy en 1952.
Initialement affecté à la Home Fleet, le HMS Duchess a passé le début de sa carrière à des exercices et à des visites portuaires. Il a participé aux célébrations du couronnement de la reine Élisabeth II en 1953 et a escorté le yacht royal Britannia en 1954. Le destroyer a été réaffecté à la Mediterranean Fleet à la fin de l’année 1954 et a participé à des exercices, des visites portuaires et des patrouilles anti-contrebande d’armes à Chypre. Pendant la crise du canal de Suez de 1956, le HMS Duchess a opéré comme garde d’avions et escorte de la force de porte-avions britannique, et il a été le dernier navire à quitter Port-Saïd après l’échec de l’invasion franco-britannique. Le destroyer a été réaffecté à la Home Fleet au début de l’année 1957, puis il a été renvoyé en mer Méditerranée en tant que chef de la 5e escadrille de destroyers plus tard cette année-là. Un carénage de modernisation a eu lieu de fin 1958 au début de 1961, après quoi le HMS Duchess a repris ses opérations avec la flotte de Méditerranée. En 1963, les tensions qui ont conduit à la confrontation entre l'Indonésie et la Malaisie ont fait que le HMS Duchess a rejoint la flotte d'Extrême-Orient dans le cadre d’un renforcement des moyens navals britanniques en Asie du Sud-Est.
À la suite de la collision entre les HMAS Melbourne (R21) et HMAS Voyager (D04) en 1964, le HMS Duchess a été prêté à la Royal Australian Navy en remplacement temporaire du Voyager. Le navire a été déployé dans la réserve stratégique d’Extrême-Orient tout au long des années 1960 et a opéré à plusieurs reprises comme escorteur pour le transport de troupes HMAS Sydney (R17) durant la Guerre du Viêt Nam. Le prêt initial de quatre ans a été prolongé jusqu’en 1972, date à laquelle le navire a été acheté par le gouvernement australien. Le HMAS Duchess a été converti en navire-école en 1973 et 1974 et a passé le reste de sa carrière à effectuer des croisières d’entraînement de midshipman dans les eaux australiennes, néo-zélandaises et du Pacifique Sud. Le HMAS Duchess a été remplacé dans le rôle de formation en 1977 et a été désarmé. Le destroyer a été vendu à la ferraille en 1980.

## Conception
La classe Daring était une évolution des destroyers de classe Battle, plus grands et avec un armement plus lourd, organisé autour de trois tourelles jumelées. Seize navires de classe Daring ont été commandés provisoirement le 20 juillet 1944, dans le cadre du programme 1944 de constructions de guerre. Le Duchess a été le dernier des huit à voir sa commande confirmée, le 29 mars 1945. Les huit autres ont été annulés, devenus inutiles en raison de la fin de la Seconde Guerre mondiale. Leur taille et leurs capacités ont rendu les navires capables d’effectuer des tâches auparavant réservées aux croiseurs légers, et comme la classification en destroyers a été initialement considérée comme inappropriée, ils ont été appelés « croiseurs de classe Daring » pour la première partie de leur carrière.
Dans leur conception, les navires de la classe Daring avaient un déplacement standard de 2950 tonnes, et un déplacement de 3580 tonnes à pleine charge. Leur longueur hors-tout était de 120 m et de 112 m entre perpendiculaires, avec une largeur de 13 m et un tirant d'eau maximal de 5,2 m. La propulsion se composait de deux chaudières au mazout (pour le Duchess, celles-ci étaient fournies par Foster Wheeler) reliées à des turbines English Electric à double réducteur Parsons, qui fournissaient 54000 ch (40000 kW) aux deux arbres d'hélice du navire. La vitesse maximale était de 30,5 nœuds (56,5 km/h), avec un rayon d'action de 1700 milles marins (3100 km), tandis que la vitesse de croisière de 20 nœuds (37 km/h) permettait au navire de parcourir 4400 milles marins (8100 km). Le Duchess, ainsi que trois de ses sister-ships, était équipé d’une alimentation électrique interne à courant alternatif, ce qui dérogeait aux habitudes de la Royal Navy. L’équipage prévu pour le Duchess était de 278 hommes.
L’armement principal d’un destroyer de classe Daring se composait de six canons de marine de 4,5 pouces QF Mark V, disposés en trois tourelles jumelées, deux situées à l’avant, et la troisième à l’arrière. Pour la lutte antiaérienne, les navires étaient équipés de quatre à six canons Bofors 40 mm, ce qui constituait une réduction par rapport aux huit qui étaient prévus en temps de guerre. Les canons principaux et antiaériens étaient contrôlés par radar. Deux ensembles de 5 tubes lance-torpilles de 21 pouces (533 mm) ont été installés, ainsi qu’un mortier anti-sous-marins Squid.

## Engagements
Le HMS Duchess a été construit par John I. Thornycroft & Company, de Woolston. Sa quille a été posée le 8 juillet 1948 à Southampton. La construction de la classe Daring était une transition du rivetage vers le soudage en tant que méthode de fabrication de la coque. Certains navires avaient un mélange de rivetage et de soudage, tandis que la coque du HMS Duchess était entièrement soudée. Il a été lancé le 9 avril 1951, avec pour marraine la comtesse Mountbatten de Birmanie, et mis en service dans la Royal Navy le 23 octobre 1952.

### Royal Navy

#### 1953-1956
Le HMS Duchess a d’abord été affecté à la Home Fleet en janvier 1953. En janvier, le navire a participé à des exercices d’entraînement avec d’autres unités de la Home Fleet. Le 26 janvier, alors qu’il était amarré dans le port de Portland, une explosion de chaudière et un incendie de mazout dans une chaufferie ont tué un chauffeur et en ont gravement brûlé trois autres. Bien qu’il ait pu naviguer cet après-midi-là, il a fallu encore dix jours de travaux à l’arsenal pour réparer les dégâts.
En février et mars, le HMS Duchess et d’autres navires de la Home Fleet ont navigué vers Gibraltar pour des exercices. La majeure partie du mois d’avril a été consacrée à l’entretien et le mois de mai a encore été consacré à l’entraînement. Fin mai, les HMS Duchess, Daring et Swiftsure ont navigué vers Londres, où ils ont participé aux célébrations d’ouverture du couronnement de la reine Élisabeth II. Après une brève visite à l’île de Wight, le Duchess s’embarque pour Spithead pour la Coronation Fleet Review, qui a lieu le 15 juin.
Après la revue, le HMS Duchess, le HMS Swiftsure et le Agincourt ont visité les ports de la côte est avant de se rendre à Invergordon pour des exercices de la flotte. Pendant les exercices, le HMS Duchess était garde d’avions pour le porte-avions Eagle. Le HMS Duchess retourna à Portsmouth en juillet, subit six semaines de maintenance, puis navigua le 1er septembre pour rejoindre le Eagle et d’autres navires pour des exercices dans le détroit de Danemark.
L’exercice s’est terminé le 3 octobre et, après avoir transporté le personnel du 812e Escadron aéronaval au Loch Goil, le HMS Duchess a rejoint le HMS Eagle pendant que ce dernier entreprenait un entraînement aux opérations aériennes. Le 6 octobre, un hélicoptère s’est écrasé alors qu’il tentait de livrer du courrier au destroyer : le canot de sauvetage du HMS Duchess a pu secourir l’un des deux membres d’équipage, tandis que l’autre a coulé avec l’hélicoptère. Le HMS Duchess a continué d’accompagner le HMS Eagle jusqu’au 24 octobre, date à laquelle il s’est séparé pour retourner à Portsmouth. Le reste de l’année 1953, ainsi que la majeure partie de janvier 1954, a été consacré à un carénage.
Le 5 février, le HMS Duchess rejoint des unités de la Home Fleet lors de la croisière d’entraînement de printemps. La croisière comprenait des exercices multinationaux en mer Méditerranée, une visite portuaire à Oran et un exercice conjoint Home Fleet-Mediterranean Fleet. Le HMS Duchess retourna à Portsmouth le 23 mars.
Le 29 avril, le destroyer est parti pour Gibraltar à la rencontre du yacht royal Britannia, qui transportait la reine Élisabeth II lors des dernières étapes de sa tournée du Commonwealth. Le HMS Duchess faisait partie de la force d’escorte jusqu’à ce que le Britannia atteigne l’estuaire de la Tamise le 13 mai. Le destroyer s’est ensuite rendu à Invergordon pour des exercices de la Home Fleet.
Le 19 juin, le HMS Duchess et son sister-ship HMS Diamond ont été détachés pour une croisière de trois semaines autour de la mer Baltique. Des visites portuaires ont été effectuées à Oslo, Copenhague et Stockholm avant que le HMS Duchess ne rentre à Portsmouth.
Le 31 août, le navire a été désarmé et remis en service. Il est réaffecté à la Mediterranean Fleet et s’embarque le 10 septembre pour Malte,. Le 15 octobre, la duchesse participait à une démonstration de puissance navale pour l’empereur d'Éthiopie. Le reste de l’année a été consacré à des exercices, y compris l’exercice Novex 54 de l’OTAN, ainsi qu’à des visites portuaires à l’île d'Elbe avec le croiseur Jamaica en novembre. Au début de janvier 1955, les HMS Jamaica et Duchess ont effectué une visite officielle à Alger, qui a ensuite été suivie d’autres exercices.
Le 24 mars, alors qu’il est amarré à Naples, le HMS Duchess est éperonné par le navire marchand américain SS Excambion. Les dommages subis par le destroyer comprenaient les plaques de la coque perforées sur la proue à tribord, des dommages causés par l’impact aux plaques arrière tribord, car la collision l’a poussé contre le quai, et des dommages à la superstructure. Des réparations temporaires ont été effectuées et le destroyer a pu naviguer jusqu’au chantier naval de Malte le 30 mars. Les réparations ont pris la majeure partie du mois d’avril, et ce n’est que le 22 mai que le navire a été déployé à nouveau, lors d’une croisière en Méditerranée orientale. Le HMS Duchess s’est rendu à Istanbul, Alexandrie et Chypre avant de retourner au Grand Port de Malte le 22 juin. Deux jours plus tard, alors que son déploiement en Méditerranée touche à sa fin, Le Duchess part pour Portsmouth via Gibraltar. À son arrivée le 1er juillet, le destroyer est amarré pour maintenance.
Reprenant ses opérations le 28 septembre, le HMS Duchess s’embarque vers les eaux écossaises pour des exercices : d’abord un entraînement anti-sous-marin et de tir à la torpille au large de la Clyde, puis des tâches de garde d’avion près de Rosyth tandis que le porte-avions HMS Eagle pratique des interceptions à haute altitude. Après une visite à Hambourg, le destroyer retourne à Portland. Les exercices et les visites portuaires se sont poursuivis en 1956 et, le 21 février, le HMS Duchess a été désarmé puis remis en service au chantier naval de Portsmouth.
Le 3 mars, le destroyer s’embarque pour rejoindre la flotte de Méditerranée. Après une série d’exercices, le HMS Duchess a participé à l’exercice Medflex Dragon avec 60 navires en avril. Au cours de l’exercice, les officiers du destroyer ont convaincu le correspondant naval du Daily Telegraph de placer un petit article dans le journal demandant en plaisantant « tout diadème dont vous n’auriez pas l’usage » pour décorer le carré des officiers. En réponse, Anne, duchesse de Westminster, s’arrangea pour que son diadème soit envoyé au destroyer. Medflex Dragon s’est terminé le 20 avril et le HMS Duchess a subi six semaines d’entretien. Des visites portuaires à Istanbul et Gölcük ont suivi, ainsi qu’une patrouille sur la côte chypriote pour intercepter des trafiquants d'armes grecs. Il est retourné à Malte à la mi-juillet et se trouvait à Grand Harbour lorsque le canal de Suez a été revendiqué et nationalisé par l’Égypte.

#### Crise du canal de Suez
La flotte de Méditerranée a commencé à se préparer à riposter, le HMS Duchess entreprenant des bombardements à terre et une formation d’escorte de convoi en août et septembre, et servant également de garde d’avion au HMS Eagle pendant que le porte-avions opérait. Le 29 octobre, le HMS Duchess quitte Malte pour rejoindre l’escorte des porte-avions HMS Eagle, Albion et Bulwark. La force de porte-avions est arrivée au large des côtes égyptiennes le 31 octobre et les frappes aériennes ont commencé le 1er novembre. Pendant ce temps, le HMS Duchess était garde d’avion pour le HMS Eagle. L’invasion conjointe franco-britannique a commencé le 6 novembre, le destroyer escortant l’un des groupes de péniches de débarquement jusqu’à la côte, puis se tenant au large de Port-Saïd pour assurer la défense anti-aérienne et anti-sous-marine. Les 7 et 8 novembre, le HMS Duchess a effectué des patrouilles au large de Port-Saïd et a effectué une rotation aux postes de garde des avions des trois porte-avions. Le 9 novembre, le HMS Duchess part pour Malte. Il est retourné à Port-Saïd le 17 novembre et a de nouveau été attaché à la force de transport en tant qu’escorte et garde d’avions. Du 27 novembre au 16 décembre, le destroyer a été envoyé à Chypre pour d’autres patrouilles anti-contrebandiers, mais le navire a été rappelé pour couvrir le retrait final des forces britanniques de Port-Saïd. Il est resté dans le port de Port-Saïd ou près de celui-ci jusqu’au 22 décembre : bien qu’il ait dû naviguer ce matin-là avec le dernier convoi de troupes, le HMS Duchess est resté en poste jusqu’à 20 h 00 dans l’espoir infructueux qu’un officier subalterne du West Yorkshire Regiment enlevé au début de la crise serait restitué. Par conséquent, le HMS Duchess a été le dernier navire de la Royal Navy à quitter Port-Saïd à la fin de la crise du canal de Suez.

### 1957-1964
Après avoir passé Noël à Grand Harbour, le HMS Duchess quitte Malte le 1er janvier 1957 avec ses sister-ships Decoy et Diamond, à destination de Portsmouth. Après être resté amarré durant trois mois pour maintenance, le HMS Duchess a été affecté à la Home Fleet. Le 17 mai, les HMS Duchess et Diamond ont navigué pour rencontrer le yacht royal Britannia sur la rivière Humber. Le Britannia transportait la reine Élisabeth II et le prince Philip, duc d’Édimbourg, au Danemark pour une visite d’État. Les deux destroyers ont accompagné le yacht royal jusqu’à Copenhague, puis sont retournés au Moray Firth à la fin de la visite. Le 28 mai, les destroyers rejoignirent la Home Fleet pour une revue de la flotte. Les destroyers ont ensuite été affectés à l’escorte du porte-avions Ark Royal, les trois navires partant le 30 mai pour la Revue navale internationale à Hampton Roads aux États-Unis. La revue a eu lieu le 12 juin, après quoi le HMS Duchess s’est rendu aux Bermudes, puis il est retourné au Royaume-Uni. À son retour, le navire se rendit à Liverpool pour le 750e anniversaire de la fondation de la ville par la charte du roi Jean, puis il se rendit à Portsmouth. Le 27 août, le HMS Duchess a été désarmé et a été remis en service.
Le 3 septembre, le HMS Duchess quitte Portsmouth pour rejoindre la Mediterranean Fleet en tant que chef du 5th Destroyer Squadron. Des exercices ont été effectués à Silema en septembre, suivis de visites portuaires à Tripoli et à Civitavecchia en octobre, puis d’auto-entretien et de navigations de jour au départ de Malte pour le reste de l’année. L’année 1958 a commencé par une patrouille de sept semaines à Chypre. À la fin de la patrouille le 21 février, le destroyer avait été victime d’une fuite dans sa coque, mais il a pu atteindre Malte sans difficulté. Le mois de mars a été consacré à la participation à l’exercice Marjex, suivi de visites portuaires à Tarente et à Ancône, d’exercices conjoints avec la marine italienne et d’une visite à Venise avant de retourner à Malte. D’importants exercices de la flotte ont eu lieu en avril et au début de mai. Le HMS Duchess devait retourner au Royaume-Uni en mai, mais les troubles au Liban (qui allaient dégénérer en la crise de 1958 au Liban) ont obligé le destroyer à rejoindre au large de Chypre une force de riposte, avec laquelle il est resté jusqu’au 4 juillet. Le destroyer a navigué vers Malte, puis Portsmouth, et a été amarré pour maintenance après son arrivée le 11 juillet. Les travaux se sont terminés en septembre et le HMS Duchess a passé les trois mois suivants à entreprendre des exercices et des visites portuaires dans les eaux britanniques, néerlandaises et françaises.
Le destroyer atteignit Spithead le 9 décembre et fut désarmé et mis en réserve plus tard dans la journée. Le destroyer a été emmené au chantier naval de Portsmouth pour un carénage qui a duré deux ans. Les modifications apportées au cours de cette période comprenaient la suppression du lance-torpilles arrière et son remplacement par un rouf pour des logements supplémentaires, l’introduction d’une cuisine centralisée pour les mess et l’installation de la climatisation dans la salle des opérations et l’infirmerie. Les intentions à l’époque étaient d’installer un lance-missiles Seacat sur le toit du nouveau rouf lors d’un carénage ultérieur, mais en 1964, la décision a été prise d’adapter le lanceur aux navires neufs uniquement.
Le HMS Duchess a été remis en service le 3 janvier 1961, les travaux de remise en état et la maintenance du navire ayant dominé les activités du navire jusqu’au début du mois d’avril. D’avril à juillet, il a participé à un programme d’entraînement à la guerre anti-sous-marine et d’exercices généraux, entrecoupé de courtes périodes de maintenance. Le 24 juillet, le HMS Duchess quitte Portsmouth, à destination de Malte et de la flotte méditerranéenne. Le 7 août, en route, une visite portuaire à Ajaccio a failli être annulée lorsqu’une possible mutinerie à bord d’un navire marchand britannique a été signalée : le destroyer devait naviguer pour aider, mais ce ne fut pas nécessaire. Le HMS Duchess atteint Grand Harbour le 18 août et est mis en cale sèche pour entretien. De retour en service en septembre, le reste de l’année du HMS Duchess a été dominé par des exercices et des visites portuaires. Les exercices et les visites portuaires ont repris en janvier 1962 et se sont poursuivis jusqu’au 26 mars, date à laquelle le destroyer a quitté Malte en direction de Portsmouth. En plus du calendrier des exercices de la Home Fleet, le HMS Duchess a effectué en mai des visites officielles à Stockholm et Helsinki, avec le Bermuda. Il a subi un carénage de juillet à octobre, et en novembre il faisait partie des navires envoyés à la recherche de l’hélicoptère transportant Lord Windlesham qui s’est écrasé au large du Cap de St David's. Le 17 décembre, le cinquième équipage du navire a été relevé.
Le HMS Duchess a été remis en service le 2 janvier 1963. Initialement destiné à être déployé avec la flotte méditerranéenne, la révolte de Brunei de décembre 1962 et les tensions en Asie du Sud-Est (qui allaient bientôt dégénérer en la confrontation Indonésie-Malaisie) ont incité à un renforcement des moyens britanniques dans la région, y compris l’affectation du HMS Duchess à la flotte d'Extrême-Orient. Le destroyer a quitté Portsmouth le 8 avril à destination de Singapour, avec des escales en route à Gibraltar, Malte, Port-Saïd et Aden. Arrivé le 12 juin, le navire a passé les semaines suivantes à participer à des exercices de jour, avant d’être immobilisé dans la cale sèche King George VI pour trois semaines d’entretien. Les exercices tactiques ont commencé fin juillet et début août, après quoi le HMS Duchess a été déployé pour patrouiller au large du nord de Bornéo et du Sarawak. Une visite à Hong Kong a eu lieu au début du mois de septembre, suivie de missions de garde au large de Sandakan. D’autres patrouilles du nord de Bornéo ont eu lieu en octobre, et le 7 novembre, le destroyer a été appelé pour aider le navire marchand britannique Woodburn qui s’était échoué au large du phare de Horsburgh à Singapour. Les exercices se sont poursuivis jusqu’au 23 décembre, date à laquelle le HMS Duchess est arrivé à Singapour pour entretien et des congés. Il reprend ses opérations le 10 février 1964, transportant un contingent de Gurkhas jusqu’au fleuve Sarawak, puis il se rend à Hong Kong.

## Transfert à la Royal Australian Navy
À la suite de la perte du destroyer australien de classe Daring Voyager lors d’une collision avec le porte-avions Melbourne le 10 février 1964, le Royaume-Uni et les États-Unis ont proposé de prêter des navires à la Royal Australian Navy (RAN) en remplacement temporaire. La Royal Navy offrait le HMS Duchess ou le Defender tandis que l’United States Navy offrait deux destroyers de classe Fletcher : les The Sullivans et Twining,. L’Amirauté a suggéré le Defender parce qu’il venait d’achever une modernisation majeure, et le Duchess parce que son positionnement en Asie du Sud-Est signifiait qu’il pouvait être livré rapidement. Le HMS Duchess était considéré comme le meilleur navire de l’offre britannique : en plus de la proximité, le navire devait subir un carénage en juin, et le fait d’effectuer ce dernier alors qu’il était entre les mains de l’Australie signifiait que la Royal Australian Navy pouvait apporter toutes les modifications qu’elle jugeait nécessaires. De plus, contrairement au HMS Duchess, l’électricité interne du Defender était configurée pour l’alimentation en courant continu, et le navire était dépourvu de climatisation.
Le prêt du HMS Duchess à la RAN a été proposé le 18 février et accepté le 25 février par le gouvernement australien. La période de prêt était de quatre ans, sans frais pour le navire lui-même, bien que la RAN soit financièrement responsable des coûts d’exploitation et des modifications. Pendant la période de prêt, la RAN avait l’intention de construire deux destroyers de classe River modifiés (les Swan et Torrens) comme remplacement permanent du Voyager. Le HMS Duchess a terminé son programme d’exercices le 9 mars et est retourné à Singapour pour une maintenance. Il quitte Singapour pour l’Australie le 6 avril, faisant escale à Darwin et Townsville avant d’atteindre Sydney le 19 avril. Le navire a été remis à la RAN ce jour-là. Le destroyer a ensuite navigué vers Williamstown Naval Dockyard pour modifications. Le 8 mai, la remise en état a été achevée et le navire a été mis en service dans la RAN sous le nom de HMAS Duchess. Le radoub a été achevé en novembre et le destroyer a passé le reste de l’année à effectuer des essais et des exercices.

### Royal Australian Navy
De janvier à mars 1965, le HMAS Duchess est déployé en Extrême-Orient et entreprend de nombreuses patrouilles sur les côtes malaisiennes et de Bornéo. À la fin du mois de mai, le HMAS Duchess a été affecté à l’escorte du transport de troupes Sydney alors que celui-ci faisait son premier des vingt-cinq voyages de transport de troupes de la Guerre du Viêt Nam jusqu’à Vũng Tàu. Le HMAS Duchess escorte l’ancien porte-avions pendant tout le voyage, les deux navires retournant à Sydney le 5 juillet,. Après une période de maintenance, le HMAS Duchess a été déployé dans la réserve stratégique d’Extrême-Orient (FESR) le 11 août. Après une courte période de patrouilles, le destroyer et le Vendetta ont été détachés pour rencontrer le HMAS Sydney au large de l’île Manus le 20 décembre, et ils ont rejoint le navire de troupes pour son deuxième voyage au Viêt Nam,,. Les trois navires atteignirent Vũng Tàu le 28 septembre et repartirent deux jours plus tard : après avoir patrouillé dans la zone Market Time, les deux destroyers se sont séparés du Sydney et se sont dirigés vers Hong Kong,. Une brève période de maintenance s’est terminée le 26 octobre et le HMAS Duchess a repris les patrouilles jusqu’à la fin de l’année. L’année 1966 a commencé avec encore des patrouilles à Bornéo et un passage comme navire de garde à Tawau. Le destroyer retourna à Darwin le 2 mars, puis s’embarqua pour Sydney pour un carénage de sept mois. Le reste de l’année a été consacré à des exercices dans les eaux de l’est de l’Australie.
En janvier 1967, le destroyer est de nouveau déployé dans la FESR. À la fin de la confrontation Indonésie-Malaisie, son déploiement a été caractérisé par moins de patrouilles et plus d’exercices et de visites portuaires. Au cours de l’affectation de six mois, le HMAS Duchess a visité Telok Kekek, Pulau Langkawi, Pulau Song Song, Bangkok, Hong Kong et Singapour. Il est retourné à Sydney le 17 juin et a accosté pour un carénage. Le 12 octobre, le prêt de quatre ans du navire a été prolongé jusqu’en avril 1972. Le carénage s’est terminé le 3 juin 1968 et le destroyer a été affecté à des exercices multinationaux, d’abord avec la Royal New Zealand Navy au large d’Auckland, puis avec des unités britanniques, néo-zélandaises et américaines dans la mer des Salomon. Le HMAS Duchess a ensuite été déployé à la FESR et est arrivé à Singapour le 10 octobre. Le programme de visites portuaires a été interrompu en novembre par la nécessité d’escorter le HMAS Sydney lors de son douzième voyage au Viêt Nam,. Le 18 novembre, le HMAS Duchess a rencontré le HMAS Sydney au large de Singapour et il a accompagné le navire de troupes à l’intérieur de la zone de guerre, avant de s’embarquer pour Hong Kong. Des visites officielles dans les ports de Corée du Sud et du Japon ont suivi, le HMAS Duchess étant de retour à Hong Kong pour les vacances de Noël et du Nouvel An.
Janvier et février 1969 ont vu le destroyer voyager aussi loin vers l’est que le Pakistan. Le destroyer est retourné à Singapour le 25 mars, via la Thaïlande et Hong Kong, puis après une courte période d’exercices, le destroyer s’est dirigé vers Sydney. L’entretien et les exercices locaux ont dominé le planning du navire jusqu’en novembre, lorsqu’il s’est dirigé vers le nord pour escorter le HMAS Sydney lors du quinzième voyage de ce dernier,. Après avoir atteint Vũng Tàu le 28 novembre, puis escorté le navire de transport de troupes hors de la zone de guerre, le HMAS Duchess s’est détaché pour commencer un autre déploiement FESR,. Après une courte période de maintenance à Singapour, le destroyer a visité Subic Bay, puis il s’est dirigé vers Hong Kong pour la fin de l’année.
Après avoir participé à une semaine d’exercices de la flotte à la mi-janvier 1970, le HMAS Duchess a commencé une série de visites portuaires : Port Swettenham, Kota Kinabalu, Manille, Bangkok, Hong Kong, Osaka (coïncidant avec l'Exposition universelle de 1970), Kobe et Subic Bay avant de retourner à Singapour. Cela a été suivi par des exercices SEATO en mer de Chine méridionale en mars et avril. Le HMAS Duchess retourna à Sydney le 5 juin et fut amarré pour un carénage, qui dura jusqu’au 8 février 1971.
Le 18 mars, le HMAS Duchess est de nouveau déployé en Extrême-Orient. Le 3 avril, le destroyer a rencontré le Sydney au large de Singapour pour le dix-neuvième voyage du transport de troupes,. Les deux navires sont arrivés à Vũng Tàu le 5 avril et sont retournés à Hong Kong le 8 avril,. Après une série de visites portuaires, les HMAS Duchess et Parramatta ont rencontré le HMAS Sydney le 17 mai pour son vingtième transport de troupes,. Vũng Tàu a été atteint le 22 mai, et le HMAS Duchess repartit le lendemain. Le HMAS Duchess s’embarqua pour Hong Kong, puis le 8 juin il partit pour l’Australie, arrivant le 25 mai et commençant un amarrage à mi-cycle qui se poursuivit jusqu’au 13 novembre,.
En janvier 1972, le HMAS Duchess rejoint les HMAS Melbourne, Stalwart et Supply pour un groupe de travail déployé dans les eaux asiatiques. Le déploiement comprenait des exercices SEATO et des visites portuaires à Port Kelang et Surabaya, avant l’arrivée des navires à Fremantle le 14 avril. Après s’être rendu à Sydney pour l’entretien, le HMAS Duchess a repris les exercices dans les eaux territoriales. Lors d’un exercice de tir en surface le 25 juillet, un obus de la tourelle B a heurté l’un des canons rélevés de la tourelle A. En août, sa période de prêt arrivant à sa fin, le HMAS Duchess a été acheté à la Royal Navy pour 150 000 livres sterling. Après une croisière d’entraînement des aspirants à Port Moresby en août, le navire a passé le reste de l’année à faire des exercices et à s’entraîner.
Le 5 janvier 1973, le HMAS Duchess arrive au chantier naval de Williamstown pour être converti en navire-école. La cheminée arrière a été affinée et les tubes-lance-torpilles restants, la tourelle de canons arrière et le mortier Squid ont tous été retirés,. Cela a permis l’installation d’une superstructure arrière prolongée, avec des salles de classe, des bureaux pour les instructeurs et des logements supplémentaires pour les stagiaires embarqués. La soute à munitions de l’ancienne tourelle a été convertie en bibliothèque et en zones d’étude. Une chambre des cartes semi-fermée a été aménagée au-dessus et derrière la passerelle pour l’entraînement à la navigation. Le carénage s’est terminé le 14 août 1974, le HMAS Duchess remplaçant le Anzac en tant que navire-école dédié de la RAN. De janvier 1975 à juillet 1976, le HMAS Duchess a effectué une série de croisières d’entraînement, visitant des ports le long de la côte est de l’Australie, ainsi que la Nouvelle-Zélande et le Pacifique Sud. Il a été amarré de juillet à octobre au chantier naval de l'Île Cockatoo pour lutter contre la corrosion de la coque, puis il a repris son programme d’entraînement. Sa dernière croisière d’entraînement a eu lieu en août et septembre 1977, après quoi le HMAS Duchess a été remplacé par le Jervis Bay.

## Déclassement et devenir
Le transfert des tâches d’entraînement au HMAS Jervis Bay a eu lieu le 23 septembre 1977. Le 23 octobre, le HMAS Duchess a été retiré du service. Le navire a été vendu à Tung Ho Steel pour la ferraille le 7 mai 1980 et il a quitté Sydney en remorque pour Taïwan le 9 juillet,.
À la suite d’une réorganisation en 2010 des honneurs de bataille de la RAN, l’implication du destroyer dans la confrontation Indonésie-Malaisie alors qu’il était en service dans la RAN a été reconnue par l’honneur de bataille « Malaysia 1965-66 »,.